# Road to Utopia (album)
Road to Utopia è un album in studio del gruppo musicale britannico Hawkwind, pubblicato nel 2018. 

## Tracce
1. Quark, Strangeness and Charm – 4:32
2. The Watcher – 5:05
3. We Took The Wrong Step Years Ago – 4:56
4. Flying Doctor – 5:51
5. Psychic Power – 5:19
6. Hymn to the Sun – 2:51
7. The Age of the Micro Man – 5:31
8. Intro the Night – 2:11
9. Down Through the Night – 7:11

## Formazione
- Dave Brock – voce, chitarra, tastiere, sintetizzatore, armonica
- Magnus Martin – chitarra, tastiere
- Richard Chadwick – batteria, percussioni, voce
- Haz Wheaton – basso
- Mr Dibs (Jonathan Darbyshire) – voce, tastiere, sintetizzatore
- Eric Clapton – chitarra su "The Watcher"